# Турата (село)
Турата (рос. Турата) — село Усть-Канського району, Республіка Алтай Росії. Входить до складу Чорноануйського сільського поселення.
Населення — 174 особи (2015 рік).